# For to Next / And Not Or
For to Next / And Not Or je sedmé a poslední studiové album britského kytaristy Stevea Hillage, vydané v roce 1983 u vydavatelství Virgin Records. Původně toto dvojalbum vyšlo jako dvě samostatná alba For to Next (po skladbu „Glory“) a And Not Or (od „Before the Storm“), ale jelikož byly všechny písně nahrány ve stejnou dobu, krátce po původním rozděleném vydání vyšlo jako dvojalbum For to Next / And Not Or.

## Seznam skladeb
| Pořadí | Název                 | Autor                               | Délka |
| ------ | --------------------- | ----------------------------------- | ----- |
| 1.     | These Uncharted Lands | Steve Hillage, Miquette Giraudy     | 5:39  |
| 2.     | Kamikaze Eyes         | Hillage, Giraudy                    | 4:49  |
| 3.     | Alone                 | Hillage, Giraudy                    | 5:21  |
| 4.     | Anthems for the Blind | Hillage, Giraudy                    | 4:27  |
| 5.     | Bright Future         | Hillage, Giraudy                    | 5:07  |
| 6.     | Frame by Frame        | Hillage, Giraudy                    | 5:50  |
| 7.     | Waiting               | Hillage, Giraudy                    | 5:24  |
| 8.     | Glory                 | Hillage, Giraudy                    | 6:21  |
| 9.     | Before the Storm      | Hillage, Giraudy                    | 7:04  |
| 10.    | Red Admiral           | Giraudy                             | 6:11  |
| 11.    | Serotonin             | Hillage, Giraudy                    | 5:34  |
| 12.    | And Not Or            | Hillage                             | 6:25  |
| 13.    | Knight Templar        | Hillage, Daevid Allen, Mike Howlett | 4:33  |
| 14.    | Still Golden          | Hillage                             | 5:54  |

## Obsazení
- Steve Hillage – kytara, zpěv, syntezátory
- Miquette Giraudy – syntezátory, sekvencer